# أورييل
أوريل /ˈʊəriəl/, أورييل ( العبرية:אוּרִיאֵל ʾŪrīʾēl ، " إل /الله هو لهيبي"؛  اليونانية: Οὐριήλ أوريل ؛ القبطية:ⲟⲩⲣⲓⲏⲗ أوريل ؛  الايطالية: Uriele أورييل ;  الجعزية والأمهرية : ዑራኤል  أو ዑርኤል )  أو أورييل ( العبرية:אוֹרִיאֵל: ʾÓrīʾēl ، "إل/الله هو نوري") هو اسم أحد رؤساء الملائكة الذي ورد ذكره في التقليد الحاخامي وفي بعض التقاليد المسيحية. وهو معروف جيدًا في التقليد الأرثوذكسي الروسي وفي الكاثوليكية الشعبية (حيث يُعتبر في كليهما أحد رؤساء الملائكة السبعة الرئيسيين) ومعروف في الكنيسة الأنجليكانية كرئيس الملائكة الرابع. وهو معروف أيضًا في الأدب الأوروبي الباطني في العصور الوسطى. يُعرف أوريل أيضًا بأنه سيد المعرفةكما يعد أيضا رئيسا لملائكة الحكمة.
في الأعمال الأبوكريفية والقبالية والسحرية، تقع مساواة أورييل(Auriel)/أورييل(Uriel) (أو الخلط بينهما) مع أورييل(Uriel)، نورييل ، أوريان، جيريميل ، فريتيل، سارييل ، سوريال، بورويل، فانويل، يعقوب ، عزرائيل ، ورافائيل .
في كتاب يوحنا السري ، وهو عمل غنوصي مبكر، وُضع أورييل في السيطرة على الشياطين الذين قاموا بمساعدةيالداباوث في خلق آدم . 
أورييل أو أورييل أو أورييل أو أورييل (ذكر) / أورييل أو أورييل أو أورييل (أنثى) هو أيضًا اسم استوعبته الثقافة السلتية البريتانية، بسبب أورييل (القرن السابع)، أخت الملك البريتاني جوديكائيل، الذي أشاع الاسم.

## في اليهودية والمسيحية

### الاسم والأصول
إن الملائكة المذكورين في الأسفار القانونية للكتاب المقدس العبري (المعروف أيضًا باسم التاناخ) هم عمومًا بدون أسماء. من بين رؤساء الملائكة السبعة في علم الملائكة في الديانة اليهودية، اثنان منهم فقط، وهما رئيسا الملائكة ميخائيل وجبرائيل، مذكوران بالاسم في الكتاب المقدس اليهودي الكنسي.

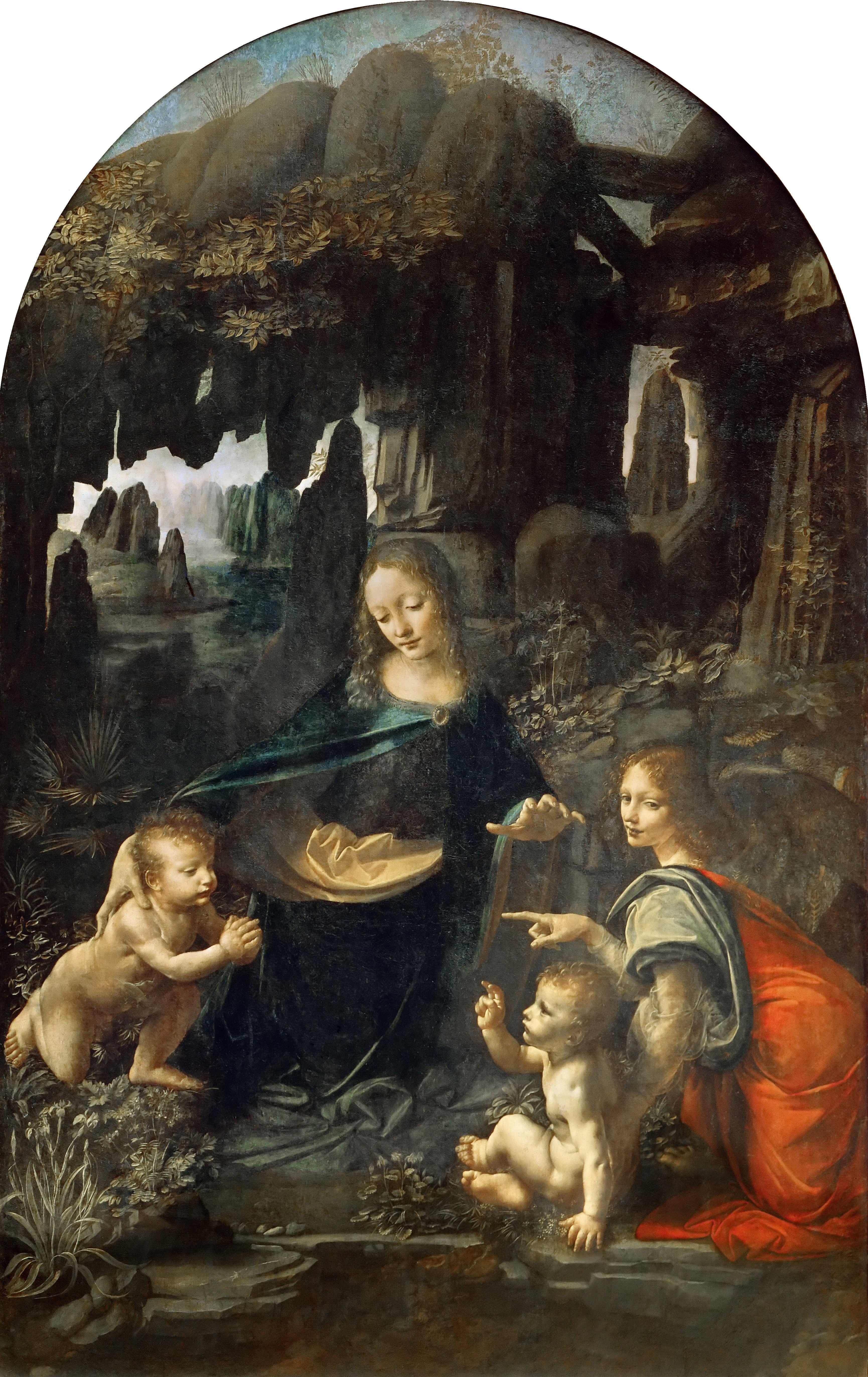
أورييل، على اليمين، في لوحة عذراء الصخور (نسخة متحف اللوفر) لليوناردو دافنشي ، 1483-1486

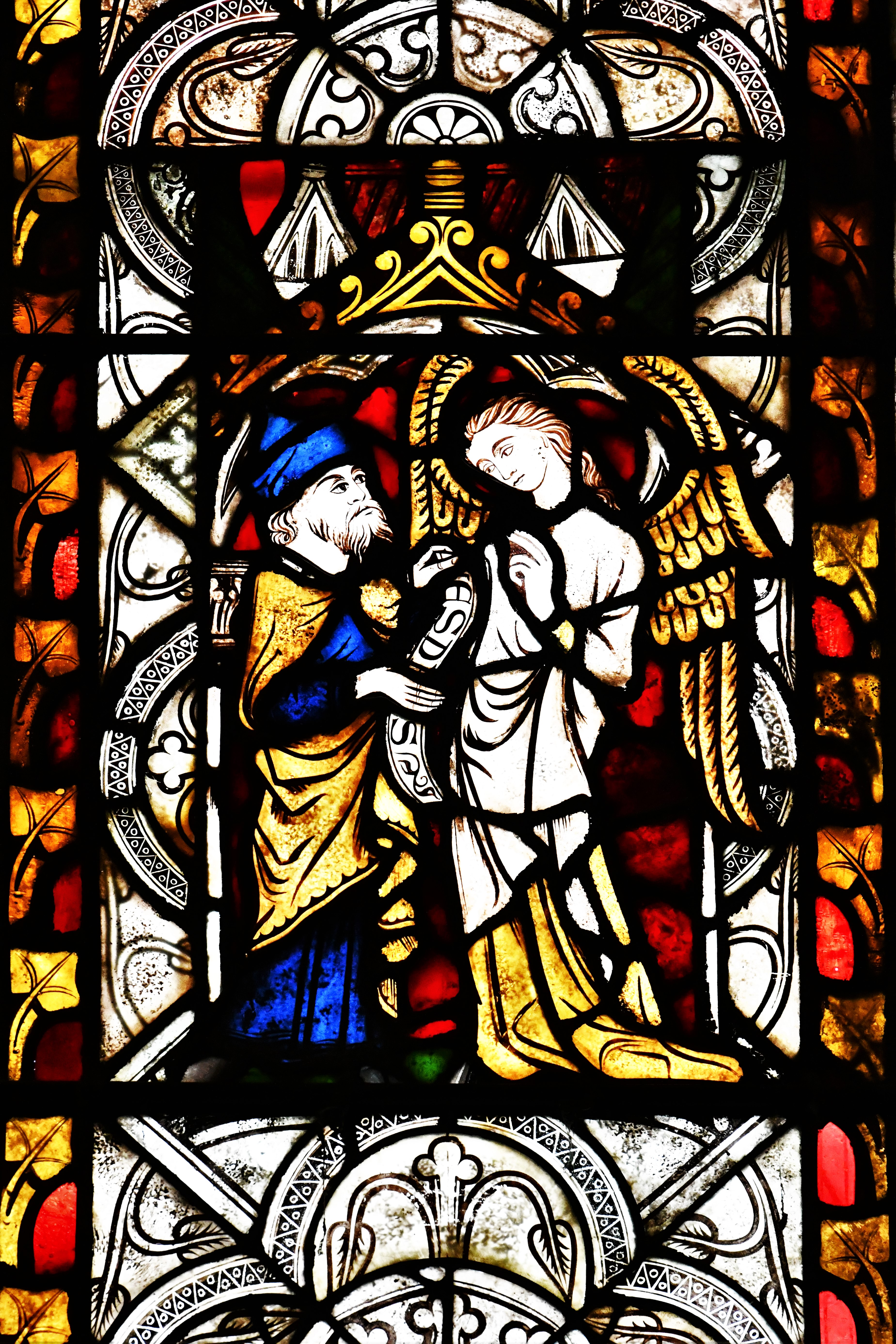
لوحة نادرة من الزجاج الملون تعود إلى العصور الوسطى تصور رئيس الملائكة أورييل مع عزرا. كنيسة القديس ميخائيل وجميع الملائكة ، كينغزلاند، هيريفوردشاير.

يظهر أورييل في سفر إسدراس الثاني الموجود في الأسفار المزورة في العهد القديم (يسمى أيضا عزرا الرابع في الترجمة اللاتينية للإنجيل ):
"Et Response ad mē angelus, quī Missus est ad mē, cui nōmen Ūriel," 
"فأجابني الملاك الذي أُرسل إليّ واسمه أورييل،"
حيث يسأل النبي عزرا الله سلسلة من الأسئلة، ويرسل الله أورييل ليوجه له التعليمات. وفقًا لرؤيا إسدراس، فإن الملائكة الذين سيحكمون في نهاية العالم هم ميخائيل وجبرائيل وأوريال ورافائيل ورافائيل وجابوتيلون وبيبروس وزبوليون وعكر وأرفوجيتونوس. الخمسة الأخيرون المذكورون في القائمة يظهرون فقط في هذا الكتاب وليس في أي مكان آخر في الأعمال الأبوكريفية أو الرؤيوية.
في الأناجيل المسيحية الملفقة، يلعب أوريئيل دورًا، يختلف بين المصادر، في إنقاذ ابن عم يسوع يوحنا المعمدان من مذبحة الأبرياء التي أمر بها الملك هيرودس. وهو يحمل يوحنا وأمه القديسة أليصابات لينضما إلى العائلة المقدسة بعد هروبهم إلى مصر. تم تصوير لم شملهم في لوحة عذراء الصخور لليوناردو دافنشي.
غالبًا ما يُعرَّف أورييل على أنه كروب وملاك التوبة ”يقف على باب عدن بسيف ناري“ أو على أنه الملاك ”الذي يسيطر على العالم وعلى تارتاروس. في سفر الرؤيا لبطرس يظهر كملاك التوبة، الذي يُصوَّر بشكل بياني على أنه لا شفقة عليه مثل أي شيطان. في كتاب حياة آدم وحواء، يُعتبر أورييل هو الروح (أي أحد الكروبيين) في الإصحاح الثالث من سفر التكوين. كما يُعرف أيضًا بأنه أحد الملائكة الذين ساعدوا في دفن آدم وهابيل في عدن.
فحص أبواب مصر من أجل دم الحملان أثناء الطاعون. كما أنه يحمل مفتاح الحفرة خلال نهاية الأزمنة، وقاد إبراهيم إلى الغرب.
في علم الملائكة الحديث، يُعرَّف أورييل بأشكال مختلفة على أنه سيرافيم،كروب، وصي الشمس، شعلة الله، ملاك الحضور الإلهي، رئيس الملائكة على الجحيم، رئيس ملائكة الخلاص، وفي الكتب المقدسة المتأخرة، تم تعريفه بفانوئيل (”الله قد تحول“). وغالباً ما يُصوَّر حاملاً كتاباً أو لفيفة بردية تمثل الحكمة. أوريل هو راعي الفنون.

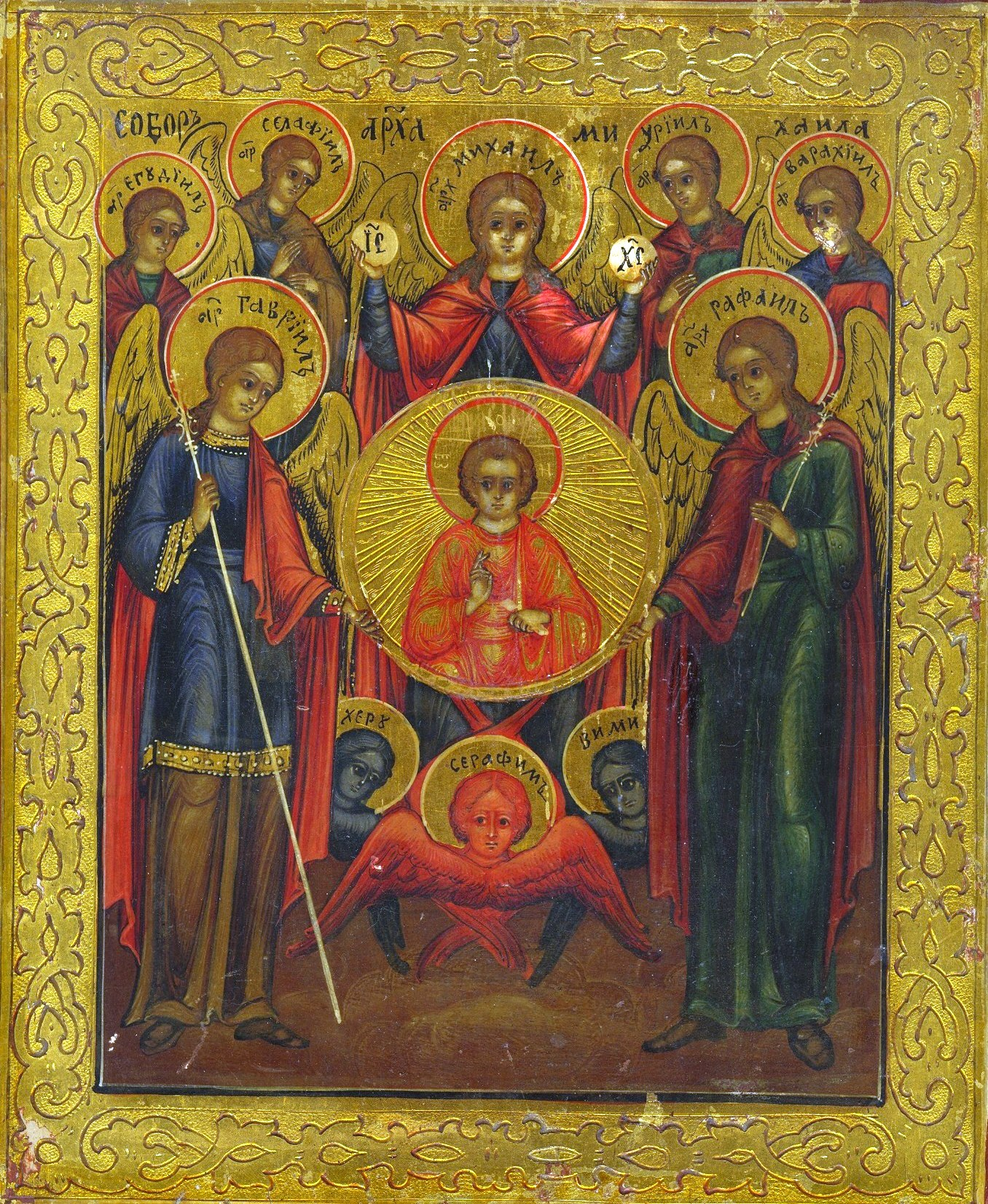
المجمع الملائكي ، أيقونة أرثوذكسية شرقية للملائكة السبعة. من اليسار إلى اليمين: يهوديئيل ، جبرائيل ، سلاطيئيل ، ميخائيل ، أورييل، رافائيل ، وباراشييل. توجد أسفل هالة المسيح عمانوئيل صور للكروبيم (الأزرق) والسيرافيم (الأحمر).

في الكنائس الأرثوذكسية الشرقية، يتم الاحتفال بذكرى أوريل مع رؤساء الملائكة والملائكة الآخرين في يوم عيد ”مجمع رئيس الملائكة ميخائيل والقوى الأخرى التي لا جسد لها“ في 8 نوفمبر/تشرين الثاني من التقويم الليتورجي (بالنسبة للكنائس التي تتبع التقويم اليولياني، يصادف 8 نوفمبر/تشرين الثاني في 21 نوفمبر/تشرين الثاني من التقويم الغريغوري الحديث)، ويعتبر قديس الفنون والعلوم يكرّم الأنجليكانيون والمسيحيون الأقباط في إثيوبيا وإريتريا رئيس الملائكة أوريل. ووفقًا للأخير، فإن 11 يوليو هو يوم عيده  في العظة الإثيوبية عن رئيس الملائكة أوريئيل، يُصوَّر على أنه أحد رؤساء الملائكة الكبار، وعلى أنه الملاك الذي فسر النبوءات لأخنوخ وعزرا، والمساعد لهما. وفقًا لما جاء في الإنجيل، في وقت صلب يسوع، غمس أوريئيل جناحه في الدم والماء المتدفق من خاصرة المسيح وملأ به كأسًا. حمل الكأس، واندفع هو ورئيس الملائكة ميخائيل إلى العالم ورشّه في جميع أنحاء إثيوبيا، في كل مكان سقطت فيه قطرة دم بُنيت كنيسة   وهكذا غالبًا ما يُصوَّر أوريئيل حاملًا كأسًا مملوءة بدم المسيح في الأيقونات الأرثوذكسية الإثيوبية. كما يتم تكريم أوريئيل في الكنائس اللوثرية أيضًا، حيث تضم الكنائس تماثيل لرؤساء الملائكة جبرائيل وأورييل وميخائيل ورافائيل 
في كتاب توماس هيوود ”التسلسل الهرمي للملائكة المباركة“ (1635)، يوصف أوريل بأنه ملاك الأرض. قائمة هيوود هي في الواقع لملائكة الرياح الأربعة: أورييل (الجنوب)، وميخائيل (الشرق)، ورافائيل (الغرب) (يخدم أيضًا كحاكم للجنوب مع أورييل)، وجبرائيل (الشمال). وهو مدرج أيضًا كملاك من ملائكة الرياح الأربعة في الكتاب اليهودي في القرون الوسطى للملاك رزائيل الذي يسرده باسم أوزيئيل (عزيئيل)؛ ووفقًا له، تم نقش هذا الكتاب على حجر الياقوت وتم تسليمه من سيرافيم إلى ميتاترون ثم إلى آدم.
في مجمع روما عام 745، أدان البابا زكريا، الذي كان ينوي توضيح تعاليم الكنيسة في موضوع الملائكة وكبح الميل نحو عبادة الملائكة، الهوس بالتدخل الملائكي والتبجيل الملائكي، لكنه أكد مجددًا الموافقة على ممارسة تقديس الملائكة. شطب هذا السينودس أسماء العديد من الملائكة من قائمة المؤهلين للتبجيل في كنيسة روما، بما في ذلك أوريل. بقي فقط تقديس رؤساء الملائكة المذكورين في شريعة الكتب المقدسة الكاثوليكية المعترف بها، أي ميخائيل وجبرائيل ورفائيل، هو الذي ظل مسموحًا به. في القرن السادس عشر، ظهر رئيس الملائكة أورييل أمام الراهب الصقلي أنطونيو لو دوكا وطلب منه بناء كنيسة في منطقة تيرميني. أخبر لو دوكا البابا بيوس الرابع عن هذا الظهور، ثم طلب البابا من مايكل أنجلو تصميم الكنيسة، التي أصبحت كنيسة القديسة مريم العذراء مريم للملائكة والشهداء الواقعة في ساحة إيزيدرا[1].
في النصف الأول من القرن الحادي عشر، كان البلغاريون من أتباع البدعة الثنائية التي تسمى البوغوميلية، الذين عاشوا في دوقية أهتوم في بانات الحالية، يستحضرون أوريل في الطقوس.[بحاجة لمصدر] وقد شهد على ذلك جيرارد من تشاناد، الأسقف الكاثوليكي للمنطقة بعد عام 1028.[بحاجة لمصدر] كما ورد اسم أوريل أيضًا في طقس صغير لطرد الأرواح الشريرة في القرن الخامس عشر، ذكره روبرت أمبلين في علم التنجيم العربي في الصفحة 18، دون الإشارة إلى التاريخ ومكان المنشأ: ”Conjuro te diabolo per sanctum Michaelem, sanctum Gabrielem, sanctum Raphaelem, sanctum Urielem“.
في أسطورة هنري وادزورث لونجفيلو الذهبية، أوريل هو أحد ملائكة الكواكب السبعة، وبالتحديد المريخ. وهو مدرج أيضًا على هذا النحو في كتاب بنجامين كامفيلد ”خطاب لاهوتي عن الملائكة“.

توجد إشارة كتابية إلى ملاك الحضور في سفر إشعياء 63: 9:
في كل ضيقهم تضايق، وملاك حضرته خلصهم. بمحبته ورأفته هو فكهم ورفعهم وحملهم كل الأيام القديمة. 

### في أخنوخ

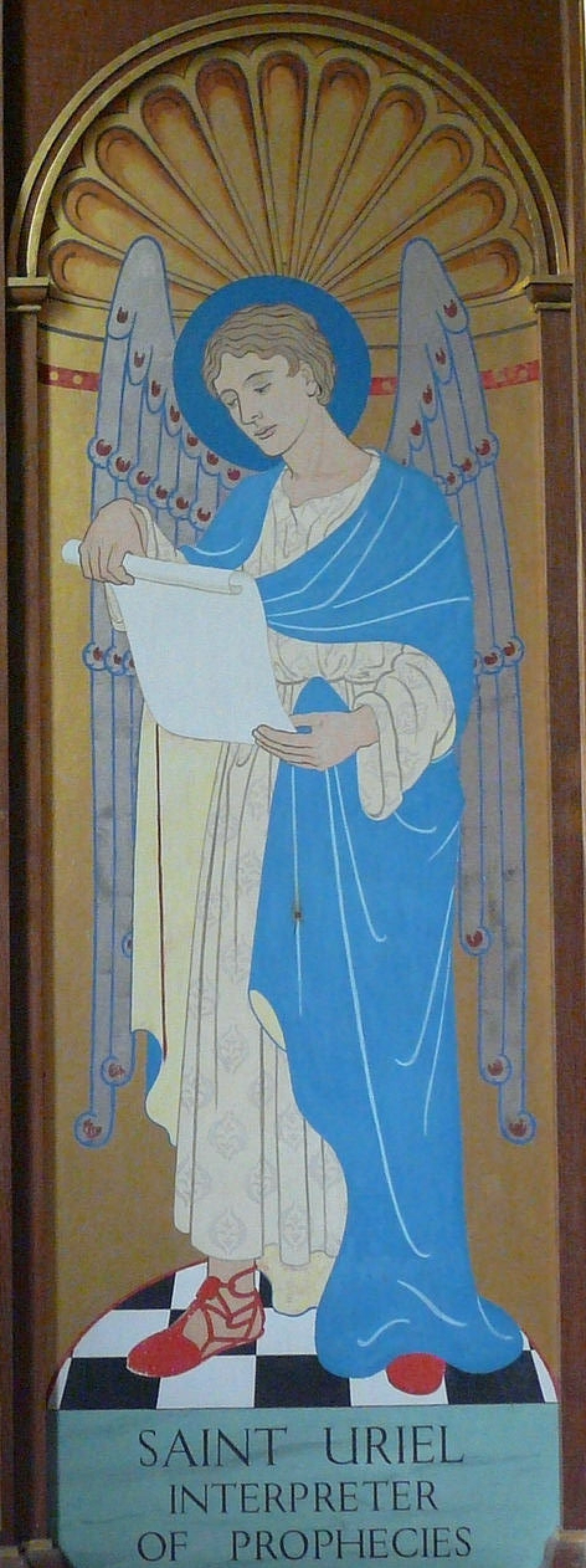
ويقال أن أورييل قام بتفسير النبوءات لأخنوخ وعزرا. لوحة فنية في كنيسة القديس ميخائيل وجميع الملائكة، هاويك.

يذكر سفر أخنوخ، الذي يقدم نفسه على أنه من تأليف أخنوخ، أورييل في العديد من أسفاره المكونة له. في الإصحاح التاسع، وهو جزء من كتاب المراقبين (القرن الثاني قبل الميلاد)، ذُكر أربعة ملائكة فقط بالاسم. هؤلاء الملائكة هم ميخائيل وأوريال ورافائيل ورافائيل ورفائيل وجبرائيل (على الرغم من أن بعض النسخ تتضمن ملاكًا خامسًا: سوريال أو سوريال). ومع ذلك، يسرد الفصل العشرين التالي أسماء ووظائف سبعة ملائكة. هؤلاء الملائكة هم ”أوريل، أحد الملائكة القديسين الذي على العالم وعلى تارتاروس“، ورافائيل،وراجويل، وميخائيل، وسراقائيل، وجبرائيل، وريمئيل.

يخبرنا كتاب النواطير ككل أن أوريئيل ورافائيل وجبرائيل كانوا حاضرين أمام الله للشهادة نيابة عن البشرية. لقد طلبوا التدخل الإلهي أثناء حكم الجريجوري الساقط (المراقبون الساقطون). هؤلاء الساقطون اتخذوا زوجات من البشر وأنتجوا ذرية نصف ملاك ونصف بشر تسمى النفيليم. أوريل هو المسؤول عن تحذير نوح من الطوفان العظيم القادم.
ثُمَّ تَكَلَّمَ الْعَلِيُّ الْقُدُّوسُ الْعَظِيمُ وَأَرْسَلَ أُورِيَالَ إِلَى ابْنِ لَامِيخَ وَقَالَ لَهُ ”<اذْهَبْ إِلَى نُوحٍ وَقُلْ لَهُ بِاسْمِي: أَخْفِ نَفْسَكَ وَأَخْبِرْهُ بِالنِّهَايَةِ الْمُقْبِلَةِ: أَنَّ الأَرْضَ كُلَّهَا سَتُدَمَّرُ، وَأَنَّ طُوفَانًا يُوشِكُ أَنْ يَأْتِيَ عَلَى الأَرْضِ كُلِّهَا فَيُهْلِكَ كُلَّ مَا عَلَيْهَا>"
بعد صدور الدينونة على النفيليم والساقطين (انظر كتاب العمالقة)، بما في ذلك القائدان الرئيسيان ساميازا وعزازيل، يناقش أورييل مصائرهم:
وقال لي أوريل ”هُنَا يَقِفُ الْمَلاَئِكَةُ الَّذِينَ اتَّصَلُوا بِالنِّسَاءِ، وَأَرْوَاحُهُمْ مُتَّخِذِينَ صُوَرًا كَثِيرَةً مُخْتَلِفَةً تُدَنِّسُ الْبَشَرَ وَتُضِلُّهُمْ إِلَى الذَّبْحِ لِلشَّيَاطِينِ كَآلِهَةٍ، (هُنَا يَقِفُونَ) إِلَى يَوْمِ الدِّينِ الْعَظِيمِ الَّذِي فِيهِ يُدَانُ هَؤُلاَءِ حَتَّى يَفْنَى أَمْرُهُمْ. وَالنِّسَاءُ أَيْضاً مِنَ الْمَلاَئِكَةِ الَّذِينَ ضَلُّوا يَصِيرُونَ حَورِيَّاتٍ“. وَأَنَا أَخْنُوخُ وَحْدِي رَأَيْتُ الرُّؤْيَا، نِهَايَةَ كُلِّ شَيْءٍ، وَلَنْ يَرَى أَحَدٌ مِثْلَ مَا رَأَيْتُ".
يعمل أوريل بعد ذلك كمرشد لأخنوخ في بقية سفر النواطير. وهو يقوم بهذه الصفة في العديد من الأسفار الأخرى التي يتألف منها سفر أخنوخ.

### في التقاليد الأنجليكانية

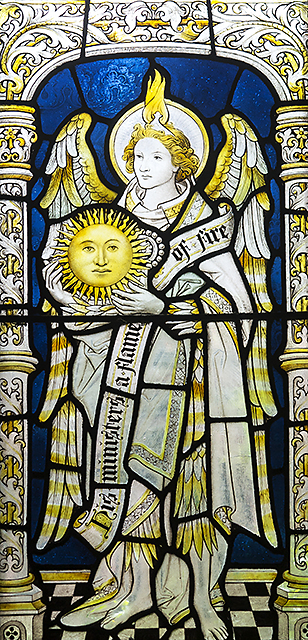
زجاج ملون لرئيس الملائكة أورييل كوصي على الشمس في أديرة كاتدرائية تشيستر.

في تقاليد وسيرة القداسة في الكنيسة الأسقفية والكنائس الأنجليكانية الأخرى، يُذكر أورييل كرئيس للملائكة. وهو معترف به كراعٍ لسر التثبيت. في بعض الكنائس الأسقفية، يُنظر إلى أوريئيل أيضًا على أنه حارس الجمال والنور، وحارس الشمس والأبراج؛ في الأيقونات يظهر أوريئيل حاملاً في يده اليمنى عمودًا أيونيًا يونانيًا يرمز إلى الكمال في الجمال الجمالي وصناعة الإنسان، وفي يده اليسرى عصا تعلوها الشمس. يُحتفل به في التقويمات الليتورجية الأنجليكانية في عيد رؤساء الملائكة .   تعتبر كنيسة القديس أورييل رئيس الملائكة في بحر جيرت، نيو جيرسي، شهادة على إخلاص الأنجليكانيين لأورييل.
صلاة الشفاعة الأنجليكانية للقديس أورييل رئيس الملائكة هي كالتالي;
أيّها القدّيس أورييل القدّيس، تشفّع من أجلنا لكي تحترق قلوبنا بنار قلب يسوع الأقدس.
ساعدنا في التعاون مع نعم تثبيتنا لكي تثمر عطايا
الروح القدس قد تثمر الكثير من الثمار في أرواحنا.
امنحنا نعمة استخدام سيف الحق لنمحو كل ما لا يتوافق مع مشيئة الله المحبوبة في حياتنا.
مشيئة الله في حياتنا، لكي نشارك مشاركة كاملة في جيش الكنيسة المناضلة
الشعار القديم لجامعة أكسفورد ، Dominus illuminatio mea ("الرب نوري") هي ترجمة لاسم أورييل إلى اللاتينية.

## في الباطنية والغيبيات
في القبالة الهرمسية ، يُكتب اسم أوريل عادةً باسم أورييل. ويعتبر رئيس ملائكة الشمال وعنصر الأرض. 
وفقًا لتعاليم الرهبنة المحكمية الحديثة للفجر الذهبي، فإن أوريل هو رئيس ملائكة الشمال والأرض، وبالتالي فهو مرتبط بالنباتات الأرضية. في الأيقونات، يُصوَّر حاملاً سيقان القمح الناضج ومرتديًا رداءً من السترين والزيتون والزيتون والأسود.

## في الثقافة الشعبية
- كان أورييل هو اسم فرقة روك مخدرة تشكلت في لندن بالمملكة المتحدة عام 1967 وأصدرت ألبومًا واحدًا عام 1969 تحت الاسم المستعار "أرزاشيل" (عُرفت الفرقة في النهاية باسم إيج) [16]
- أورييل هو شخصية ثانوية في وجهة نظر القارئ العليم باعتباره « قاضي النار الشبيه بالشيطان » [17]
- يظهر أورييل في الموسم الثاني من المسلسل التلفزيوني لوسيفر كشخصية شريرة ثانوية.
- أورييل هو شخصية في الكتب اللاحقة من سلسلة ملفات دريسدن بقلم جيم بوتشر .
- أورييل هو شخصية في رواية المادة المظلمة بقلم إيان بايلي .